# Décès en décembre 1940
Décès
- 1936
- 1937
- 1938
- 1939
- 1940
- 1941
- 1942
- 1943
- 1944

Pour une information complémentaire, voir la page d'aide.

| Date       | Nom           | Pays                   | Activités                                                           | Âge | Source |
| ---------- | ------------- | ---------------------- | ------------------------------------------------------------------- | --- | ------ |
| 7 décembre | Arthur Ahnger | Drapeau de la Finlande | Skipper finlandais, médaillé de bronze aux jeux olympiques de 1912. | 54  |        |